# José Luis Hidalgo
José Luis Hidalgo (Torres, 10 ottobre 1919 – Madrid, 3 febbraio 1947) è stato un poeta spagnolo.
Collaboratore del Corcel di Valencia, esordì nel 1943 con la raccolta di poesia amorosa Raíz, seguita nel 1944 da Gli animali. Il suo ultimo lavoro, I morti (1947), preannuncia un destino di morte prematura, che lo coglierà nello stesso anno, minato nel fisico dalla tubercolosi.